# Tour de France dans le Loiret
Pour un article plus général, voir Histoire du Tour de France.
La page Tour de France dans le Loiret relate l'histoire de la course cycliste française par étape du Tour de France passée par le département du Loiret.
Le territoire du département a accueilli 22 éditions de la course entre 1903 et 2010.
Deux villes du département ont accueilli des départs et des arrivées d'étapes : Orléans a été quatre fois ville-étape et trois fois ville-départ et Montargis deux fois ville-étape, une fois ville-départ et une fois ville-arrivée.

## Liste des communes du Loiret traversées par le Tour de France
| communes                 | nombre | étapes |
| ------------------------ | ------ | --- |
| Amilly                   | 2      | 21e étape 1969 ; 19e étape 1972 |
| Artenay                  | 1      | 22e étape 1953 |
| Ascoux                   | 1      | 23e étape 1952 |
| Autruy-sur-Juine         | 3      | 22e étape 1964 (a) ; 22e étape 1966 ; 19e étape 1973 |
| Auxy                     | 2      | 21e étape 1967 ; 7e étape 1971 |
| Bazoches-les-Gallerandes | 3      | 22e étape 1964 (a) ; 22e étape 1966 ; 19e étape 1973 |
| Beaugency                | 1      | 6e étape 1904 |
| Beaulieu-sur-Loire       | 2      | 22e étape 1962 ; 7e étape 1971 |
| Bellegarde               | 2      | 22e étape 1962 ; 21e étape 1967 |
| Boësses                  | 1      | 21e étape 1965 ; 19e étape 1972 |
| Bonnée                   | 1      | 21e étape 1967 |
| Bonny-sur-Loire          | 1      | 23e étape 1952 |
| Bordeaux-en-Gâtinais     | 1      | 7e étape 1971 |
| Les Bordes               | 1      | 23e étape 1952 |
| Bouzy-la-Forêt           | 2      | 23e étape 1952 ; 21e étape 1967 |
| Briare                   | 2      | 6e étape 1904 ; 23e étape 1952 |
| Cercottes                | 1      | 22e étape 1953 |
| Cerdon                   | 1      | 21e étape 1967 |
| Chambon-la-Forêt         | 1      | 23e étape 1952 |
| Châtenoy                 | 1      | 21e étape 1967 |
| Château-Gaillard         | 1      | 22e étape 1953 |
| Châteauneuf-sur-Loire    | 1      | 22e étape 1956 |
| Château-Renard           | 2      | 21e étape 1965 ; 19e étape 1972 |
| Châtillon-Coligny        | 1      | 21e étape 1969 |
| Châtillon-sur-Loire      | 2      | 22e étape 1962 ; 7e étape 1971 |
| Chevilly                 | 1      | 22e étape 1953 |
| Corbeilles-en-Gâtinais   | 1      | 7e étape 1971 |
| Corquilleroy             | 2      | 21e étape 1965 ; 19e étape 1972 |
| Dampierre-en-Burly       | 1      | 23e étape 1952 |
| Desmonts                 | 1      | 21e étape 1967 |
| Douchy                   | 2      | 21e étape 1965 ; 19e étape 1972 |
| Fay-aux-Loges            | 1      | 19e étape 1973 |
| La Ferté-Saint-Aubin     | 1      | 22e étape 1953 |
| Fleury-les-Aubrais       | 2      | 22e étape 1964 (a) ; 22e étape 1966 |
| Fontenay-sur-Loing       | 1      | 1e étape 1904 |
| Gien                     | 4      | 23e étape 1952 ; 22e étape 1962 ; 7e étape 1971 ; 23e étape 1986 |
| Givraines                | 2      | 21e étape 1965 ; 19e étape 1972 |
| Intville-la-Guétard      | 3      | 23e étape 1952 ; 21e étape 1965 ; 19e étape 1972 |
| Isdes                    | 2      | 21e étape 1964 ; 19e étape 1973 |
| Jargeau                  | 1      | 19e étape 1973 |
| Juranville               | 1      | 21e étape 1967 |
| Ladon                    | 1      | 7e étape 1971 |
| Lorris                   | 2      | 22e étape 1962 ; 7e étape 1971 |
| Lorcy                    | 1      | 7e étape 1971 |
| Loury                    | 1      | 19e étape 1973 |
| Malesherbes              | 1      | 7e étape 1971 |
| Marcilly-en-Villette     | 1      | 21e étape 1966 |
| Menestreau-en-Villette   | 1      | 21e étape 1966 |
| Meung-sur-Loire          | 1      | 6e étape 1904 |
| Montargis                | 9      | 1e étape 1903 ; 1e étape 1904 ; 21e étape 1965 ; 21e étape 1969 ; 22e étape (a) 1969 ; 19e étape 1972 ; 21e étape 1976 ; 5e étape 2010 ; 6e étape 2010                                                                              |
| Montbouy                 | 1      | 21e étape 1969 |
| Montcresson              | 1      | 21e étape 1969 |
| Montereau                | 1      | 7e étape 1971 |
| Mormant-sur-Vernisson    | 1      | 1e étape 1904 |
| Nogent-sur-Vernisson     | 1      | 1e étape 1904 |
| Nesploy                  | 1      | 23e étape 1952 |
| Neuville-aux-Bois        | 1      | 19e étape 1973 |
| Neuvy-sur-Loire          | 1      | 1e étape 1904 |
| Nibelle                  | 1      | 23e étape 1952 |
| Olivet                   | 1      | 22e étape 1953 |
| Orléans                  | 13     | 6e étape 1903 ; 6e étape 1904 ; 22e étape 1953 ; 21e étape 1964 ; 22e étape (a) 1964 ; 21e étape 1966 ; 22e étape 1966 ; 21e étape (a) 1974 ; 21e étape (b) 1974 ; 22e étape 1974 ; 22e étape 1985 ; 9e étape 1987 ; 19e étape 2001 |
| Outarville               | 3      | 22e étape 1964 (a) ; 22e étape 1966 ; 19e étape 1973 |
| Ouzouer-sur-Loire        | 1      | 23e étape 1952 |
| Patay                    | 1      | 6e étape 1904 |
| Puiseaux                 | 2      | 21e étape 1967 ; 7e étape 1971 |
| Pithiviers               | 7      | 23e étape 1952 ; 22e étape 1956 ; 22e étape 1962 ; 21e étape 1965 ; 19e étape 1972 ; 21e étape 1976 ; 23e étape 1986 |
| Préfontaines             | 3      | 21e étape 1965, 22e étape (a) 1969 ; 19e étape 1972 |
| Presnoy                  | 1      | 7e étape 1971 |
| Saint-Ay                 | 1      | 6e étape 1904 |
| Saint-Cyr-en-Val         | 1      | 21e étape 1966 |
| Saint-Denis-de-l'Hôtel   | 1      | 19e étape 1973 |
| Saint-Firmin-sur-Loire   | 1      | 7e étape 1971 |
| Saint-Germain-des-Prés   | 2      | 21e étape 1965 ; 19e étape 1972 |
| Saint-Jean-le-Blanc      | 1      | 21e étape 1964 |
| Saint-Lyé-la-Forêt       | 2      | 22e étape 1964 (a) ; 22e étape 1966 |
| Saint-Peravy-la-Colombe  | 1      | 6e étape 1904 |
| Saint-Père-sur-Loire     | 1      | 21e étape 1967 |
| Sandillon                | 1      | 21e étape 1964 |
| Sermaises                | 3      | 23e étape 1952 ; 21e étape 1965 ; 19e étape 1972 |
| Sully-sur-Loire          | 2      | 22e étape 1956 ; 21e étape 1967 |
| Tigy                     | 1      | 19e étape 1973 |
| Triguères                | 2      | 21e étape 1965 ; 19e étape 1972 |
| Traînou                  | 1      | 19e étape 1973 |
| Vannes-sur-Cosson        | 2      | 21e étape 1964 ; 19e étape 1973 |
| Villamblain              | 1      | 19e étape 1971 |
| Yèvre-le-Châtel          | 1      | 21e étape 1965 ; 19e étape 1972 |